# Eccidio di Celano
L'eccidio di Celano è un duplice omicidio avvenuto in Italia la sera del 30 aprile 1950, quando furono esplosi alcuni colpi di arma da fuoco contro un gruppo di braccianti del Fucino radunati in piazza IV Novembre a Celano, in provincia dell'Aquila; oltre a due morti ci furono diversi feriti. Il crimine rimase senza colpevoli.

## Storia

### Antefatto e contesto
(Il motto delle rivolte)

La fine della seconda guerra mondiale pose l'Italia davanti allo sforzo della ricostruzione e della ripresa economica. Nella Marsica la situazione dei contadini e dei braccianti era disastrosa: il latifondo del Fucino apparve abbandonato dalla famiglia Torlonia nell'arretratezza economica e sociale così come denunciò nel romanzo Fontamara lo scrittore Ignazio Silone. Le risorse agricole e finanziarie venivano infatti perlopiù sfruttate per alimentare lo zuccherificio di Avezzano e la banca di proprietà del principe Alessandro Torlonia. Organizzati dalla CGIL e dai partiti della sinistra i braccianti portarono avanti una protesta iniziata decenni prima che puntò ad ottenere l'intervento del governo rivendicando l'imponibile di manodopera. Alla fine del 1949 venne fondato il "comitato centrale per la rinascita della Marsica" che presidiò tutti i comuni del Fucino. Il giornalista antifascista Franco Caiola fu tra i fautori dell'associazionismo contadino e tra i primi a raccontare le lotte contadine attraverso le pagine del giornale anarchico Umanità Nova. Il 6 febbraio 1950 i sindacati organizzarono lo sciopero a rovescio: i lavoratori scesero dai centri abitati alla piana iniziando a lavorare alle opere di manutenzione delle strade e dei canali di irrigazione. Alla lotta partecipò tutto il popolo marsicano, compresi i fittavoli e gli artigiani. Anche le donne e i bambini svolsero nella particolare protesta un ruolo logistico fondamentale. La sommossa ebbe successo tanto che l'amministrazione Torlonia fu costretta ad impegnarsi a pagare 350 000 giornate di lavoro per la manutenzione dei canali e delle arterie fucensi.

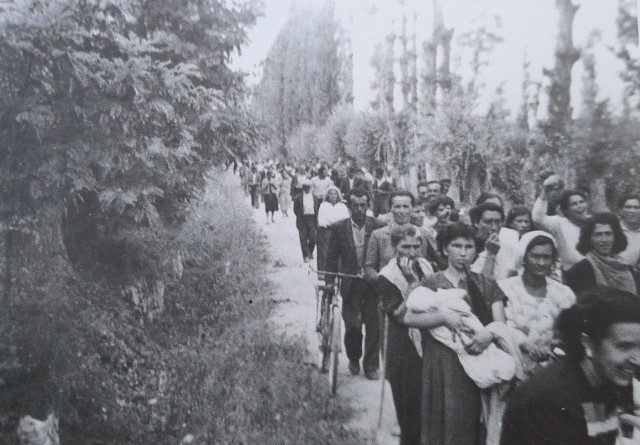
Lotte contadine nel Fucino

L'Italia nel 1950 era ancora un paese che faticava a riprendersi dalle ferite della guerra e di vent'anni di dittatura fascista. Erano gli anni del "doppio Stato", in cui formalmente si andava verso la costituzione dello stato di diritto, ma contemporaneamente con la forza si cercava di contenere il pericolo di sommosse popolari che si andavano alimentando tra le fasce più deboli della popolazione. L'economia italiana era in ripresa anche grazie alla riconversione di molte industrie belliche e la società si incamminava verso i nuovi consumi e i nuovi costumi del boom economico che arriverà dieci anni più tardi. Tuttavia ampie sacche di arretratezza, anche sociale e culturale, si registravano nelle aree agricole del centro Italia e del meridione. In Sicilia, in Calabria, in Puglia e in diverse altre regioni d'Italia i braccianti, coordinati dai partiti della sinistra, dai sindacati e dalle organizzazioni di categoria, invadevano e occupavano le terre dei latifondisti protetti prima dal fascismo e in seguito dalla Democrazia Cristiana. La reazione del governo risultava ferma e sanguinosa: il VI governo De Gasperi, per opera del ministro degli interni Mario Scelba e degli agenti della celere, inasprì la repressione contro ogni forma di agitazione politica organizzata. Fecero scalpore prima la strage di Portella della Ginestra, in cui la reazione agraria non esitò a usare la mafia contro i contadini, e poi, dalla fine del 1949, le stragi di Melissa, Torremaggiore e Montescaglioso.
Tuttavia la repressione non fermò la protesta e le rivendicazioni contadine che spinsero il governo a mettere in cantiere la riforma agraria nazionale che, varata nel 1950 (legge n. 841 del 21 ottobre 1950 detta Legge Stralcio), portò all'istituzione dell'ente per la colonizzazione della Maremma Tosco-Laziale e del territorio del Fucino avvenuta il 28 febbraio 1951 a cui seguì pochi mesi dopo l'espropriazione terriera fatta in anticipo ai danni dei Torlonia che a seguito del prosciugamento del lago, avvenuto nella seconda metà del XIX secolo, diventarono proprietari per 99 anni di circa 14000 ettari sugli oltre 16000 dei terreni emersi e successivamente bonificati.

### I fatti del 30 aprile

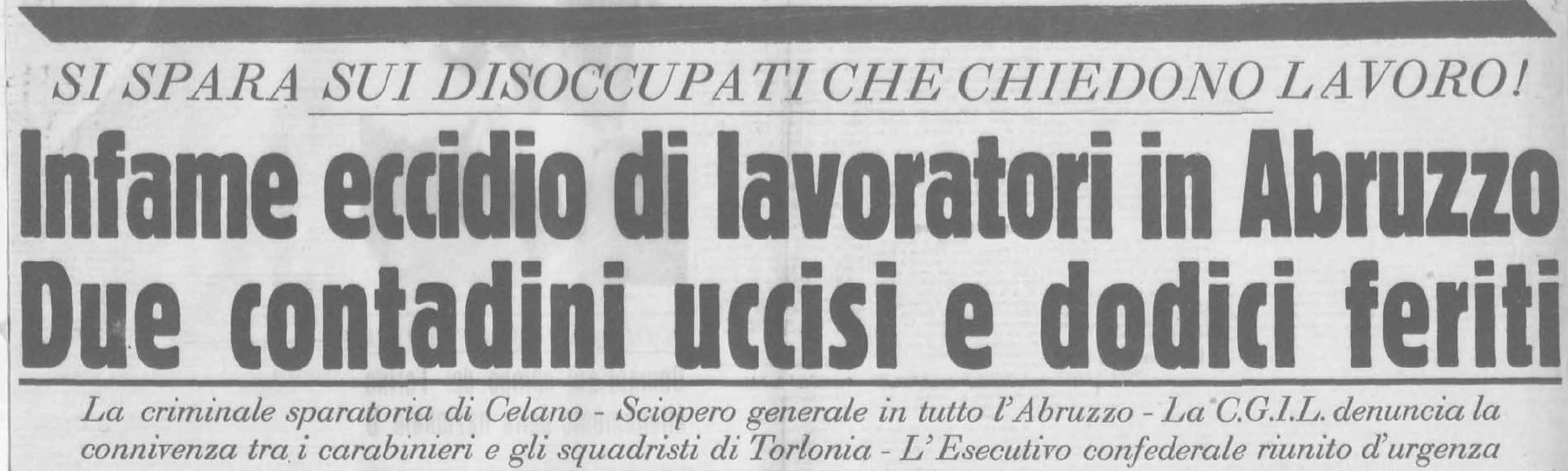
Titolo di testa dell'edizione straordinaria de l'Unità del 2 maggio 1950

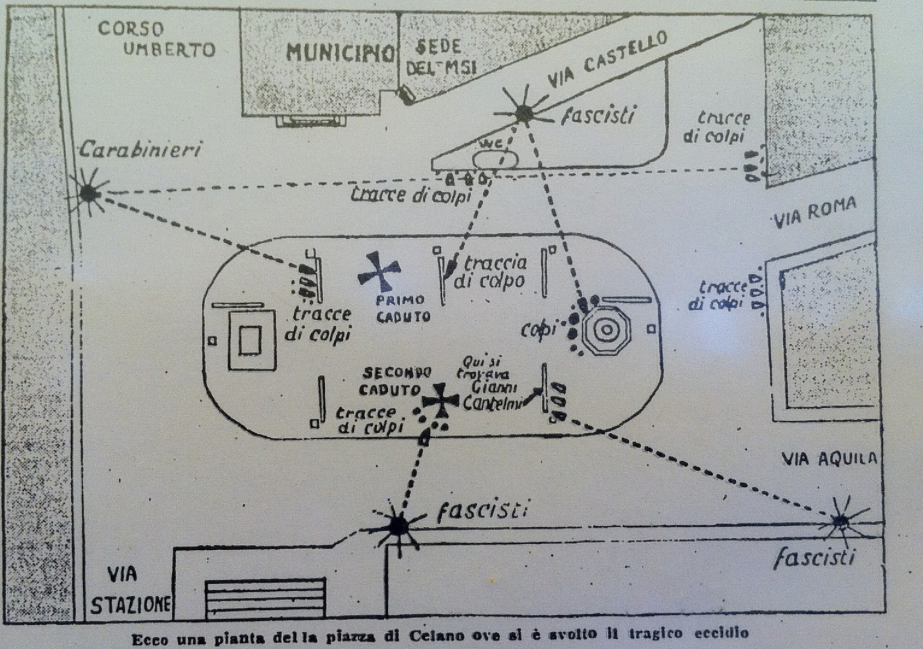
Schema di ricostruzione dell'accaduto

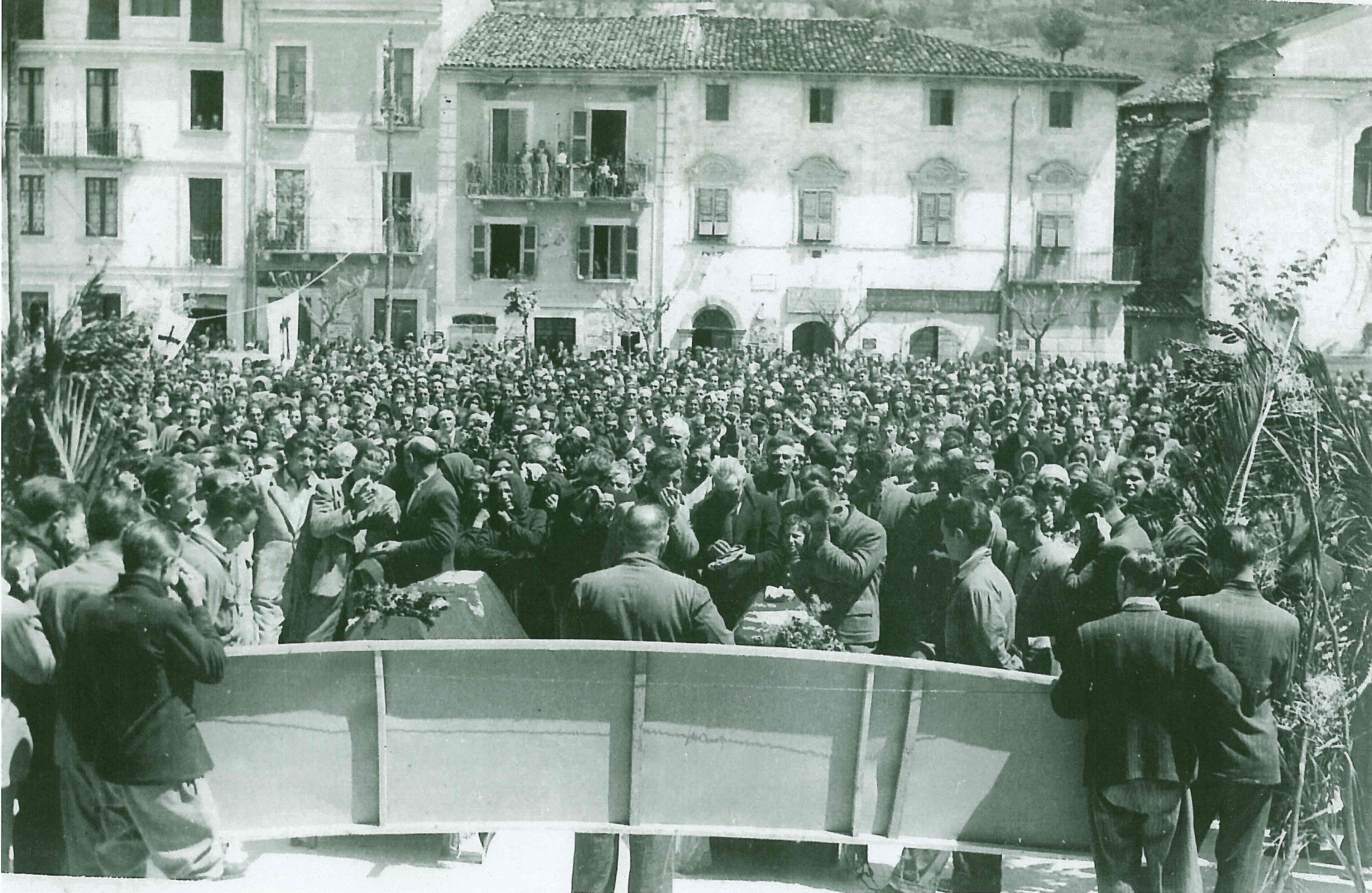
Veduta della piazza di Celano durante i funerali del 3 maggio, visti dal palco dove si era tenuto il comizio

Alle ore 13:00 del 30 aprile, si riunì nel palazzo comunale la commissione di collocamento che stabiliva i turni di lavoro per i braccianti che sarebbero stati impiegati il 2 maggio nel Fucino. Alle ore 18:00 la seduta fu tolta, perché tra il rappresentante del partito Comunista, le autorità comunali, gli esponenti della C.I.S.L. e i rappresentanti delle varie categorie sociali non fu raggiunto l'accordo. Alle ore 20:00 poiché molti tra cittadini e braccianti erano rimasti a discutere nella piazza IV Novembre, in attesa che uscissero gli elenchi dei primi chiamati al lavoro nei campi, il vice sindaco Angelo Tropea chiese al maresciallo dei Carabinieri di intervenire e questi sopraggiunse con quattro sottoposti.
Senza alcun preavviso i carabinieri improvvisamente aprirono il fuoco sulla folla. I contadini inermi si gettarono a terra, cercando di evitare i colpi. Contemporaneamente, dal lato opposto della piazza, altri colpi d'arma da fuoco venivano esplosi da alcuni esponenti del M.S.I. locale e dalle guardie di Torlonia che sarebbero stati individuati dai contadini. La sparatoria si prolungò per qualche minuto.
Piazza IV Novembre fu sconvolta dagli spari e dalle urla. Il bilancio dell'agguato fu di due vittime: Agostino Paris, che si trovava in un gruppo distante non meno di settanta metri dai carabinieri e che cadde in una pozza di sangue ed Antonio Berardicurti.
Quella sera del 30 aprile 1950, in piazza IV Novembre qualcuno sparò, per vendetta e rappresaglia contro questa conquista dell'unità dei lavoratori,  così iniziò la ricostruzione a caldo dell'accaduto da parte di Luigi Pintor, giornalista de l'Unità. Il quotidiano uscì in edizione straordinaria il 2 maggio per testimoniare l'eccidio.
Il 3 maggio 1950 a Celano si celebrarono solennemente i funerali dei due braccianti. La città fu invasa da migliaia di lavoratori provenienti da tutta Italia e furono proclamati scioperi in tutto il Paese. A Roma si bloccarono i trasporti e a Torino gli operai della Fiat si fermarono per quattro ore. Ad esprimere la propria solidarietà verso le famiglie dei defunti e verso il movimento dei lavoratori del Fucino, oltre ai dirigenti locali, vennero i deputati Bruno Corbi e Aldo Natoli. Una presenza significativa fu quella dell'onorevole Giuseppe Di Vittorio, allora segretario generale della CGIL, il quale pronunciò nella piazza celanese un discorso sulla dignità del lavoro e lanciò un appello per la democrazia e per la pace.
Gli accusati furono prosciolti in istruttoria.
I colpevoli dell'eccidio restarono ignoti.

## Vittime
Le vittime erano due braccianti, Antonio Berardicurti di 35 anni ed Agostino Paris di 45 anni. Entrambi lasciarono moglie e figli in tenera età.
Oltre ai due morti, nella sparatoria del 30 aprile restarono ferite altre 12 persone che si trovavano in quel momento nella piazza centrale di Celano.

## Memoria dell'eccidio
(Romolo Liberale)

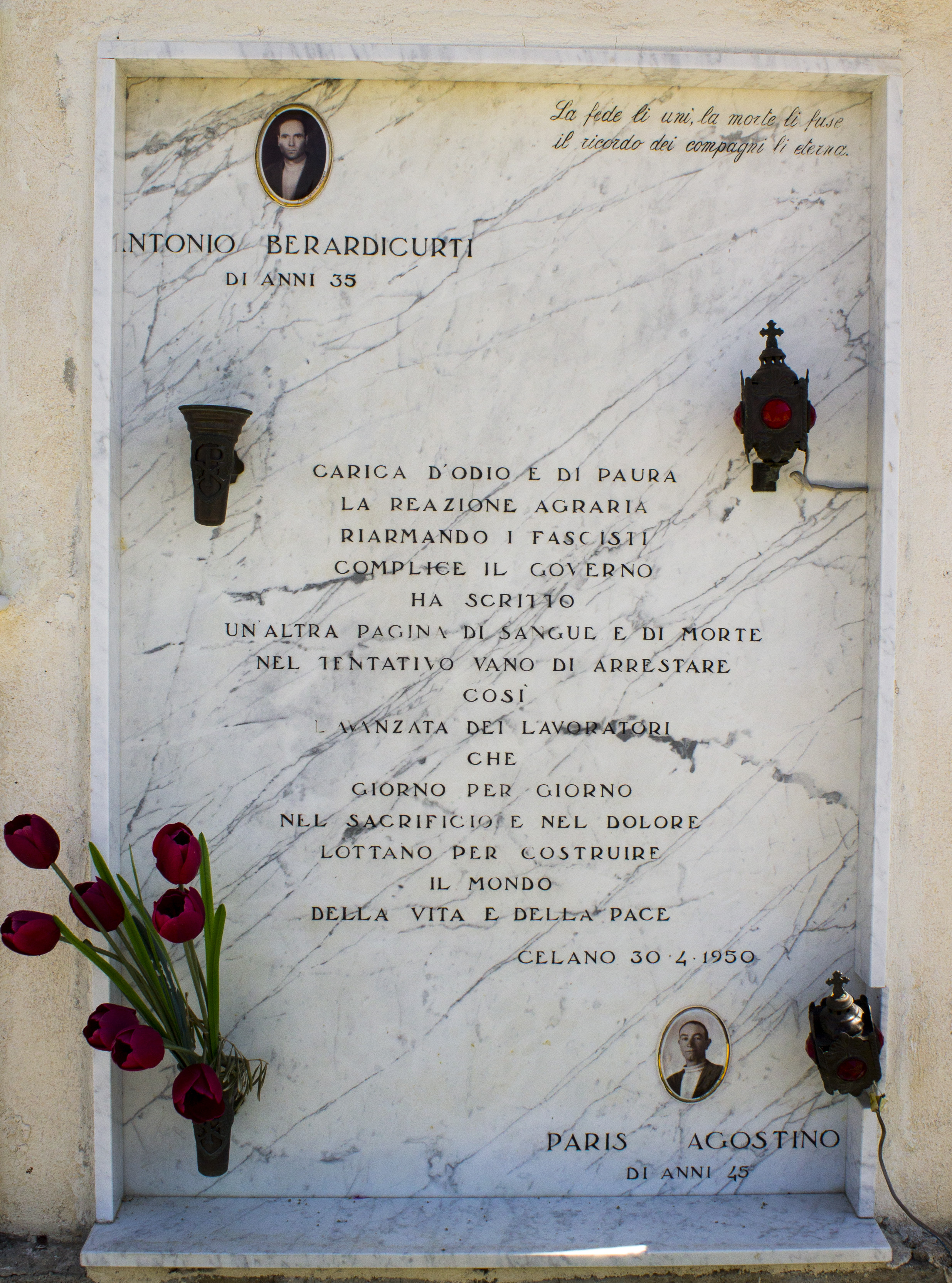
Lapide dei due braccianti nel cimitero di Celano

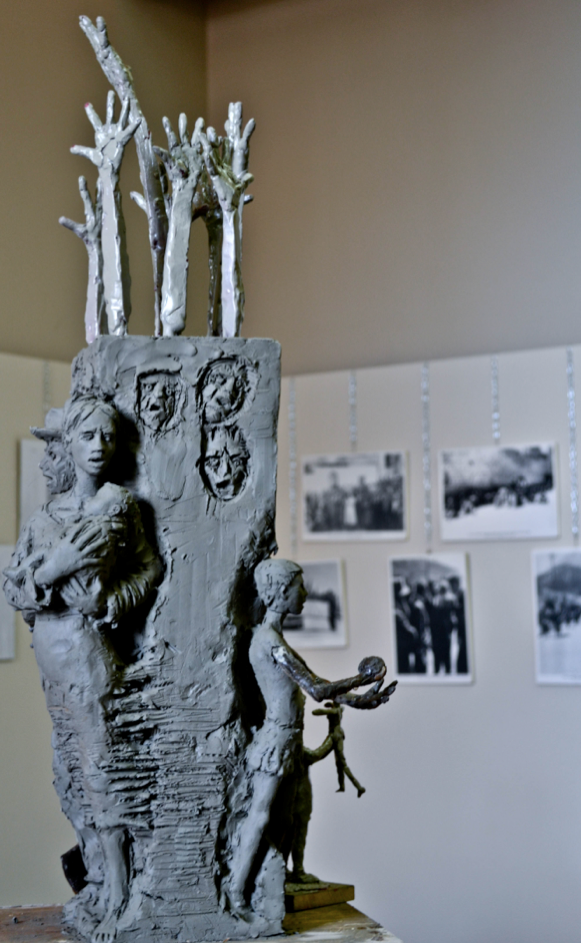
Bozzetto del monumento

- La lapide della tomba comune che si trova nel cimitero di Celano e in cui riposano le spoglie delle due vittime reca un'epigrafe scritta da Bruno Corbi: Carica di odio e di paura, la reazione agraria, riarmando i fascisti, complice il governo, ha scritto un'altra pagina di sangue e di morte, nel tentativo vano di arrestare così l'avanzata dei lavoratori che, giorno per giorno, nel sacrificio e nel dolore, lottano per costruire il mondo della vita e della pace. In alto è presente un distico di Evasio Di Renzo: La fede li unì, la morte li fuse, il ricordo dei compagni li eterna.
- Il monumento: la proposta di realizzare un'opera d'arte è stata avanzata dall'associazione "30 aprile '50". È nata dall'esigenza di non dimenticare l'oppressione subita dai contadini del Fucino e una delle pagine più importanti della storia di Celano e della Marsica.

Il bozzetto dell'opera è stato realizzato dell'artista Giuseppe Palombo. Ispirato ai cippi che il principe Torlonia pose a confine del suo latifondo: pietre squadrate che segnavano il limite delle acque del lago Fucino. Il cippo sta a rappresentare materialmente l'intervento dell'uomo che fa sua la natura. La proposta prevede un'opera alta 3 metri e 30 centimetri in bronzo patinato.